# Upstream (1927)
Upstream (bra: A Torrente da Fama) é um filme de comédia dramática norte-americano de 1927 dirigido por John Ford. O filme foi considerado por muito tempo como perdido, mas uma cópia foi encontrada em 2009 em um arquivo de filme na Nova Zelândia.
O filme é conhecido no Reino Unido sob o título Footlight Glamour.